# Preis der Literaturhäuser
Der Preis der Literaturhäuser wird seit 2002 jährlich vom Netzwerk der Literaturhäuser während der Leipziger Buchmesse für außerordentliche Text- und Präsentationsqualitäten an einen deutschsprachigen Autor vergeben. Der Preis besteht aus einer Lesereise durch die insgesamt 15 (Stand: März 2023) im Netzwerk verbundenen Literaturhäuser mit einem Gesamthonorar von 20.000 Euro (Stand 2024) sowie einer besonderen Veranstaltung (früher jeweils mit eigener Laudatio) in jedem besuchten Literaturhaus.
Seit 2022 wird der Preis im Wechsel mit dem Preis der Jungen Literaturhäuser verliehen. Dieser wurde 2021 zuerst verliehen. Das Preisgeld beträgt 8.000 Euro (Stand 2023), dazu kommen Honorare für die Lesereise und Unterstützung bei der Herstellung eines Videos.
2024 wurde zusätzlich erstmals ein mit 7.500 Euro dotierter „Sonderpreis der Literaturhäuser“ vergeben.

## Hintergrund
Die Literaturhäuser bieten der Vermittlung von Literatur aller Facetten ein Forum. Im Mittelpunkt steht dabei die ‚Rückübertragung’ von Literatur in das gesprochene Wort. Lesung und Vortrag ermöglichen nicht nur ein Live-Erlebnis – sie öffnen die Literatur auch für Diskussion und Diskurs. Der individuelle Vorgang des Schreibens bzw. Lesens gewinnt einen dialogischen, Öffentlichkeit stiftenden Charakter. Um dieses ästhetische Konzept zu unterstreichen und nach außen hin zu vermitteln, vergeben die im Netzwerk verbundenen Literaturhäuser einmal jährlich einen Literaturpreis. Der Preis geht an deutschsprachige Autorinnen und Autoren, die sich für neuartige Konzepte der Vermittlung von Literatur starkmachen und sich in besonderer Weise für die Vermittlung von Literatur starkmachen. Dabei sind die Möglichkeiten praktisch unbegrenzt. Sie reichen von der szenischen, musikalischen oder bildnerischen Darbietung von Literatur bis zur theoretischen Erläuterung literarischer Konzepte. Dabei soll der Preis nicht allein Auszeichnung sein, sondern gelingende Literaturveranstaltungen in den Mittelpunkt der Aufmerksamkeit stellen. Die Preisträgerin oder der Preisträger ist deshalb auch zu einer Lesereise durch die Literaturhäuser des Netzwerks eingeladen.

## Jury
Die Jury besteht aus den Programmleitern (Literaturhausleitern) der im Netzwerk zusammengeschlossenen Literaturhäuser. Das Netzwerk besteht aktuell (September 2023) aus dem Literarischen Colloquium Berlin und zehn deutschen Literaturhäusern in Frankfurt, Göttingen, Halle, Hamburg, Köln, Leipzig, München, Rostock, Stuttgart und Wiesbaden, den österreichischen Literaturhäusern Salzburg und Wien sowie den Schweizer Literaturhäusern in Zürich und Basel.

## Träger des Preises der Literaturhäuser
- 2002 Ulrike Draesner
- 2003 Bodo Hell
- 2004 Peter Kurzeck
- 2005 Michael Lentz
- 2006 Uwe Kolbe
- 2007 Sibylle Lewitscharoff
- 2008 Anselm Glück
- 2009 Ilija Trojanow
- 2010 Thomas Kapielski
- 2011 Elke Erb
- 2012 Feridun Zaimoglu
- 2013 Hanns Zischler
- 2014 Judith Schalansky
- 2015 Nicolas Mahler
- 2016 Ulf Stolterfoht
- 2017 Terézia Mora
- 2018 Jaroslav Rudiš
- 2019 Antje Rávic Strubel
- 2020 Marlene Streeruwitz[1]
- 2021 Ingo Schulze
- 2022 Sasha Marianna Salzmann
- 2024 Hauptpreis Fiston Mwanza Mujila, Sonderpreis Claudia Dathe

## Träger des Preises der Jungen Literaturhäuser
- 2021 Franziska Biermann
- 2023 Andrea Karimé
- 2025 Tania Witte